# Rhinobatos holcorhynchus
Rhinobatos holcorhynchus är en rockeart som beskrevs av Norman 1922. Rhinobatos holcorhynchus ingår i släktet gitarrfiskar, och familjen Rhinobatidae. IUCN kategoriserar arten globalt som otillräckligt studerad. Inga underarter finns listade i Catalogue of Life.